# Georgios Papandreou mlađi
Jorgos Papandreu (Saint Paul, Minnesota, SAD, 16. lipnja 1952.) je grčki socijalistički političar koji je bio premijer Grčke od listopada 2009. do studenog 2011. Nalazi se na čelu PASOK-a.

## Životopis
Sin je Andreasa Papandreua i unuk Jorgosa Papandreua, bivših grčkih premijera. Njegova majka, Margaret, je Amerikanka. Studirao je u Kanadi,SAD-u i Engleskoj.
Ranije je služio kao ministar obrazovanja i vjere u vladi svoga oca kao i ministar vanjskih poslova u vladi Kostasa Simitisa. Dok je bio premijer, usporedno je obavljao i funkciju ministra vanjskih poslova.
Premijerom je postao poslije izbijanja financijske krize i pobjede njegove stranke na parlamentarnim izborima. Mandat mu je označila globalna financijska kriza, koja je pokazala prezaduženost zemlje, ali i njenu nesposobnost u vraćanju dugova, dijelom zbog lažnih javnih financija, ali i vezanosti za euro. Papandreuovi pokušaji da je riješi politikom rezova su ga učinili nepopularnim, a pokušaj da te mjere stavi na referendum je doveo do žestokih kritika njemačke vlade i vodstva EU-a poslije kojih je podnio ostavku u korist vlade nacionalnost jedinstva na čelu s Lukasom Papademosom. 
Oženjen je i ima dvoje dece.

## Vanjske poveznice
- Papandreou došao u Njemačku "moliti" za pomoć, ali Merkel odbija ideju novog zaduživanja
- Postignut dogovor:Grci formiraju koalicijsku vladu
- Prosvjednici u Solunu jajima i bocama s vodom zasuli uglednike na vojnoj paradi